# Rivalen (1958)
Rivalen (Originaltitel: Kings Go Forth) ist ein US-amerikanisches Melodram von 1958 unter der Regie von Delmer Daves. Die Hauptrollen sind mit Frank Sinatra, Tony Curtis und Natalie Wood besetzt. 
Die Filmhandlung basiert auf Joe David Browns Roman Kings Go Forth, erstmals erschienen 1956 in New York.

## Handlung
Im Kriegsjahr 1944 sind alliierte Truppen damit beschäftigt, deutschen Truppen, die sich in den Bergen in Südfrankreich verschanzt haben, Paroli zu bieten. Zur kriegsmüden 7. Armee der Vereinigten Staaten und dem Zug von 1st Lt. Sam Loggins ist der aus reichem Hause kommende junge verwegene Funker Britt Harris abgeordnet worden. Das Verhältnis zwischen Loggins und Harris ist von Anfang an schwierig. Harris steht gern im Mittelpunkt und macht durch vielerlei Aktionen auf sich aufmerksam. Da Loggins und seine Leute schon eine entbehrungsreiche Zeit hinter sich haben, gewährt man ihnen ein Wochenende an der Côte d’Azur, das man ihnen mit allen erdenklichen Annehmlichkeiten verschönern will auch in Bewunderung für den amerikanischen Befreier. Dort trifft Sam die schöne Monique Blair. Die junge Frau ist in Frankreich geboren und aufgewachsen, ihre Familie stammt aber aus Amerika. In Madame Brieux’ gemütlichen Restaurant kommen beide ins Gespräch. Sam erzählt Monique aus seiner Vergangenheit und sie spricht voller Liebe von der Weisheit und Güte ihres inzwischen verstorbenen Vaters. Sam möchte die junge Frau gern wiedersehen, ist aber enttäuscht, als sie ihm unmissverständlich klarmacht, dass sie kein Interesse an einer Liebesbeziehung habe. 
Wieder im Dienst überwindet Loggins sein Neidgefühl hinsichtlich Harris’ Reichtum und gutem Aussehen, nachdem dieser sein Leben riskiert hat, um einen strategisch wichtigen Bunker für seinen Zug zu sichern. Am Wochenende sucht Loggins dann erneut Mme Brieux’ Restaurant auf, wo er auf Moniques Mutter trifft, die ihn zum Abendessen in ihre Villa einlädt. In einem Gespräch erfährt er von Monique, dass ihr zwei Jahre zuvor verstorbener Vater in den schlimmsten Tagen der deutschen Besatzung Waisen und Flüchtlinge in sein Haus aufgenommen hat. An diesen Abend lässt Monique es auch zu, dass Sam sie küsst. Von da ab verbringt der Soldat alle freien Wochenenden bei den Blairs. An einem dieser Abende gesteht er der jungen Frau dann seine Liebe. Monique erwidert jedoch, dass sie nur seine Freundschaft gewollt habe und dass sie befürchte, dass er zurückschrecke, weil ihr Vater schwarz gewesen sei. „Ich glaube, Nigger ist eines der ersten Wörter, die man in Amerika lernt, hab ich Recht?“, fragt sie angstvoll und Läuft aus dem Haus. Moniques Mutter erzählt Sam von ihrem Mann und dass sie nach Frankreich gezogen seien, um die Tochter, also ein Mischlingskind, zu schützen. In der folgenden Woche kämpft Sam mit sich selbst, er weiß um die Schwierigkeiten einer solchen Verbindung, lebte er als Kind doch selbst in der Nähe von Harlem. Sein Gefühl für Monique obsiegt und zusammen suchen sie einen Jazzclub in Nizza auf. Zu Sams Verwunderung spielt Britt dort ein Trompetensolo mit der Jazz-Band. Er bemerkt entmutigt die bewundernden Blicke, die Monique dem jungen Mann schenkt. Als er mit ihr über ihre Gefühle spricht, gibt sie unumwunden zu, dass sie sich in Britt verliebt habe. Sie bittet Sam, ihm alles über ihren Vater zu erzählen. Als er das tut, meint Britt nur leichthin, „na sowas“.  In den nun folgenden Wochen muss Sam erkennen, dass Monique und Britt wirklich gut miteinander harmonieren und vor allem, Monique liebt ihn. Bei Britt ist sich Sam da nicht so sicher, bei ihm ist er sich nie sicher, wie er wirklich tickt. Als man bei den Blairs übernachtet, bekommt Sam mit, dass Britt die Nacht bei Monique verbracht hat. Als er ihn darauf anspricht, meint dieser nur leichthin, dass er und Monique heiraten würden. Er werde alles veranlassen. Sam traut Britt immer noch nicht so recht. Als er mit Monique reden will, erzählt sie ihm strahlend, dass Britt gesagt habe: „Sam hat mir von Ihrem Vater erzählt. Sie sind sicher sehr stolz auf ihn.“ Seitdem verehre sie Britt. 
Ganz nebenbei erfährt Sam, dass Britt ein falsches Spiel spielt und gar nicht die Absicht hat, Monique zu heiraten. Im Haus der Blairs zwingt er Britt zu einem Geständnis. Als Mrs. Blair ihn daraufhin aus dem Haus weist, hat er die Unverfrorenheit, ihr zu sagen, dass alle Mädchen, mit denen er bisher verlobt gewesen sei, repräsentabel gewesen seien und auch alle, bis auf ihre Tochter, einen weißen Vater gehabt hätten. Und dann ergänzt er noch, indem er sich an Sam wendet, der ihn ungläubig anschaut, dass er das doch sicher verstehe, das sei mal etwas Neues gewesen. Daraufhin stürzt Monique aus dem Zimmer und Sam versetzt Britt einen Faustschlag. In letzter Sekunde kann man die junge Frau retten, die sich ertränken wollte. 
Obwohl ihr Verhältnis zueinander stark gestört ist, haben die beiden Männer eine weitere Bewährungsprobe zusammen zu bestehen.  Unterwegs schwört Sam Britt, dass er ihn töten werde. Um das Zentrum der schweren deutschen Artillerie ausfindig zu machen, begeben sich Sam und Britt auf einen in der Nähe befindlichen Glockenturm, um so einen Blick hinter die feindlichen Linien werfen zu können. Während einer Gefechtspause versucht Britt sich gegenüber Sam zu rechtfertigen und gesteht ein, dass er alles habe, aber keinen Charakter. Wenn er etwas haben wolle, frage er sich immer nur, was er sagen müsse, um es auch zu kriegen und dann sage er es einfach. Nur kurze Zeit nach diesem Gespräch wird Britt durch den Schuss eines deutschen Soldaten so schwer verletzt, dass er in Sams Armen stirbt. Die Deutschen ziehen sich zurück und sind bemüht, noch so viel wie möglich zu zerstören, dabei setzen sie auch die Stadt in Brand. Sam wird bei diesem Unterfangen schwer verletzt und, nachdem man ihn gefunden hat, für sieben Monate in ein Pariser Lazarett verlegt. Er hat seinen rechten Arm verloren. In dieser Zeit schreibt Monique ihm zweimal, so erfährt Sam auch, dass Monique von Britts Tod weiß. Sie geht darauf aber mit keinem weiteren Wort ein. Sam erfährt seinerseits, dass ihre Mutter gestorben ist. Nach seiner Entlassung aus dem Lazarett beschließt Sam, zurück in seine Heimat Los Angeles zu gehen. Auf dem Heimweg besucht er Monique. Die Villa der Blairs ist zu einer Schule für Kriegswaisen umgewandelt worden. Monique hat beschlossen, ihre Last mit Würde zu tragen. Als die Kinder anfangen zu singen, lächelt sie ihrem alten Freund tapfer zu.

## Produktionsnotizen und Hintergrund
Die Dreharbeiten fanden von Ende August bis Mitte September 1957 in Frankreich und von Anfang November bis Mitte Dezember 1957 in den Paramount-Studios Sunset statt. Produktionsfirma war die Frank Ross-Eton Productions, Vertriebsgesellschaft United Artists Corp. Einige Außenaufnahmen des Films entstanden in Nizza  und an der Côte d’Azur in Frankreich. Als Villa Blair fungierte ein Anwesen aus dem Nachlass des Filmkomikers Harold Lloyd, das zu den Harold Lloyd Southern California Immobilien gehörte. Einige Kampfszenen wurden laut New York Times in der Nähe von Carmel in Kalifornien gedreht. Curtis war zur Zeit der Entstehung des Films mit einem weiteren Film befasst, Wood befand sich gerade in den Flitterwochen, sodass nur Sinatra zu den Außenaufnahmen in Nizza, Villefranche und Antibes zur Verfügung stand. Die Gegenschüsse mit Curtis und Wood entstanden dann in Monterey in Kalifornien. Daves setzte als erster amerikanischer Regisseur die Arriflex-Kamera ein. Für die Filmkostüme war Leah Rhodes verantwortlich.
Produzent Frank Ross, dem bewusst war, dass der Film großes Interesse bei der schwarzen Bevölkerung wecken werde, gab zu, dass er nicht für Rassenmischung sei. Er habe die Rolle der halbschwarzen Monique deshalb mit der Schauspielerin Natalie Wood besetzt. Obwohl Ross und die Verleihfirma United Artists behaupteten, für die von Rassenvorurteilen geprägte Liebesgeschichte im Film keine Werbung machen zu wollen, schlachteten einige Anzeigen diese Thematik aus. Der Film hatte seine Weltpremiere am 14. Juni 1958 in Monte Carlo. In New York hatte der Film am 3. Juli 1958 Premiere. In der Bundesrepublik Deutschland kam Rivalen am 31. Oktober 1958 in die Kinos, in Österreich startete er ebenfalls im Oktober 1958. Merle Millers Drehbuch basiert auf einem Roman von Joe David Brown, dem Autor, von dem die Geschichte stammt, die der Verfilmung Paper Moon zugrunde liegt. Miller schrieb später, in den 1970er-Jahren, eine Biografie über Harry S. Truman, die ein Bestseller wurde.
Die Pick-up Band in den Szenen im Bistro wurde von mehreren bekannten Jazzmusikern dargestellt. Sinatra wurde von diesen umworben, mit ihnen im Film Musik zu machen. Der Sänger und Schauspieler sang zwar auf dem Soundtrack-Album zum Film, nicht aber im Film selbst.
Sinatra (1915–1998) war beim Dreh 42, Curtis (1925–2010) 32 und Wood (1938–1981) 19 Jahre. Leora Dana (1923–1983), die Moniques Mutter spielte, war gerade einmal 34 Jahre beim Dreh. Während die Männer junge Soldaten spielen, wird Dana in der Rolle einer Frau mittleren Alters besetzt. 
DVD
Der Film wurde erstmals am 19. April 2004 und erneut am 19. März 2007 von Twentieth Century Fox auf DVD herausgegeben.

## Kritik
Bosley Crowther von der New York Times konnte dem Film nicht viel abgewinnen und sprach von einer durch „Schwüle“ gekennzeichneten Verfilmung unter der Leitung von Delmer Daves. Nur Mr. Sinatra wirke gelegentlich „halbwegs real“. Mr. Curtis sei „aufgeblasen und flegelhaft“, Miss Wood wirke meist „manieriert“ und Leora Dana spiele die Mutter, „wie aus einem Grab entstiegen“. Ein paar Soldaten seien „lustig“, die Landschaft an der Riviera sei „schön“. Aber in der Summe wirke der Film „wie ein Hohn hinsichtlich des Dunstkreises des Krieges“.
Bei Timeout war zu lesen: „Gut gemachte, aber nicht überzeugende Mischung aus Kriegsfilm und melodramatischer Handlung mit Sinatra und Curtis als GIs in Frankreich im Jahr 1944.“ Zur Rolle von Natalie Wood hieß es, sie spiele ein amerikanisches Mädchen, das schön ist, sich aber als „nicht ganz weiß“ herausstelle. Dem Regisseur Daves wird ein Hang zu einer Seifenoper attestiert. Die beste Sequenz des Films sei ein kurzes Zwischenspiel im Jazzlokal, als Curtis, wobei er die beste Leistung im Film zeige, die Trompete packe, um mit der Band zu spielen.
Auch Dennis Schwartz sprach von einer „nicht überzeugenden Geschichte“ während des Zweiten Weltkriegs, die mit einer „Seifenoper-Romanze gemischt“ werde. Die Aussage über Rassismus sei „zur rechten Zeit“ erfolgt, aber das Melodram selbst sei „eher mittelmäßige Kost“.
Variety stellte darauf ab, dass die Offenbarung, dass die von Natalie Wood gespielte junge Frau eine weiße Mutter und einen schwarzen Vater hatte, den „Schlüssel zu den romantischen Verwicklungen“ im Film liefere. Der Krieg werde im Film seltsam dargestellt. Unterhalb der Woche würden die Männer in den Bergen kämpfen und teils sterben, an den Wochenenden jedoch hätten sie Zeit sich an der Riviera zu amüsieren. Sinatra schaffe in seiner Rolle als „spröder und zäher Soldat“ Sympathie, indem er die Rolle „herunterspiele“. Wood „schaue schön aus“, aber „das sei auch schon alles“. Curtis habe „Erfahrung in der Darstellung eines Schuftes“ und wiederhole sich. Am besten sei er, wenn er „seinen Charme“ spielen lassen könne.
David Sterritt war der Ansicht, dass Natalie Wood ihre Figur mit der nötigen „Feinfühligkeit und Zurückhaltung“ spiele. Kings Go Forth stelle nach Elia Kazans Literaturverfilmung Pinky und Mark Robsons Filmdrama Home of the Brave (beide 1949) fast ein Jahrzehnt später erneut Fragen zum Rassismus in den Mittelpunkt einer Filmhandlung. Sterritt verwies weiter auf Filme wie Stanley Kramers Filmdrama Flucht in Ketten mit Curtis und Sidney Poitier und Douglas Sirks Filmdrama Solange es Menschen gibt, die beide ebenfalls das Thema Rassismus in den USA beinhalteten. In Kings Go Forth habe man hinsichtlich der Besetzung der Monique zwar Rücksicht auf den herrschenden Code, keinen Sex oder eine Romanze zwischen Angehörigen verschiedener Rassen genommen, jedoch verdiene der Film Anerkennung dafür, dass er Fragen des Rassismus in einer ruhigen und verantwortlichen Weise thematisiere. Sterritt zog das Fazit King Go Forth sei ein „ruhiger aufschlussreicher Film“, wenn er auch „nicht sonderlich spannend und fesselnd“ sei.
Das Lexikon des internationalen Films hielt den Film für ein „[u]nrealistisches und unverbindliches Kriegs-, Liebes- und Rassendrama mit viel Action, Sentimentalität und guten Schauspielern“.

## Auszeichnung
Dem Film wurde 1958 der Los Angeles Urban League Award verliehen, da er für die Förderung besserer Beziehungen zwischen den Rassen und gegenseitiges Verstehen eintrete.

## Synchronisation
In den beiden deutschsprachigen Synchronfassungen sprechen Lutz Mackensy bzw. Herbert Stass auf Sinatra, Gert Günther Hoffmann bzw. Reent Reins auf Curtis und Margot Leonard bzw. Bettina Weiß auf Wood.